# 一宮空襲
一宮空襲（いちのみやくうしゅう）は、太平洋戦争末期の1945年（昭和20年）7月に2度に渡ってアメリカ軍によって行われた、愛知県一宮市への大規模な空襲。

## 概観
1944年（昭和19年）12月からアメリカ軍によって日本本土の大都市に対して激しい空襲が行われるようになり、同12月には一宮市でも警戒警報が22回、空襲警報が11回も発令されている。1945年（昭和20年）7月12日深夜から13日未明、アメリカ軍のB-29大型爆撃機約20機の編隊が一宮市上空に侵入し、葉栗地区・西成地区と今伊勢町に油脂焼夷弾を投下した。7月28日22時頃にはハゴイ飛行場を飛び立ったB-29大型爆撃機約260機が一宮市上空に侵入し、再度油脂焼夷弾の波状攻撃を行った。アメリカ軍の攻撃は29日午前2時まで繰り返し行われ、爆撃による火災は3日3晩続いた。
7月12日から13日、7月28日から29日の2回の空襲により、一宮市の総戸数12,600戸の83%に相当する10,468戸が罹災し、一宮市の総人口57,588名の71%にあたる41,027名が罹災した。死者は727名、負傷者は4,187名であり、罹災面積は市街地面積4.96平方キロメートルの80%に相当する4.07平方キロメートルに及んだ。公的施設では一宮警察署、一宮税務署、一宮商工会議所、国鉄尾張一宮駅、真清田神社、旧制一宮中学校、一宮高等女学校、一宮商業学校、第1国民学校・第2国民学校・第5国民学校・赤見国民学校・瀬部国民学校などが罹災している。2度目の空襲から数えてわずか18日後の8月15日、日本はポツダム宣言を受諾して終戦を迎えた。